# سیارک ۲۲۵۳۳
سیارک ۲۲۵۳۳ (به انگلیسی: 22533 Krishnan، نامگذاری:1998FX47) بیست و دو هزار و پانصد و سی و سومین سیارک کشف شده‌است که در ۲۰ مارس ۱۹۹۸ کشف شد.
قدر مطلق سیارک برابر ۱۷.۰ است.